# Brunei na Mistrzostwach Świata w Lekkoatletyce 2011
Brunei na Mistrzostwach Świata w Lekkoatletyce 2011 reprezentowane było przez jednego zawodnika.

## Występy reprezentantów Brunei

### Mężczyźni

#### Konkurencje biegowe
| Konkurencja  | Zawodnik                 | Runda 1  | Runda 1 | Runda 2  | Runda 2 | Półfinał | Półfinał | Finał    | Finał   |
| Konkurencja  | Zawodnik                 | Rezultat | Pozycja | Rezultat | Pozycja | Rezultat | Pozycja  | Rezultat | Pozycja |
| ------------ | ------------------------ | -------- | ------- | -------- | ------- | -------- | -------- | -------- | ------- |
| Bieg na 400m | Ak Hafiy Tajuddin Rositi |          |         | 50,12    | 36      |          |          |          |         |